# Terumasa Hino
Terumasa Hino (jap. 日野 皓正, Hino Terumasa; * 25. Oktober 1942 in der Präfektur Tokio) ist ein japanischer Jazztrompeter. Er spielt auch Flügelhorn.

## Leben
Hinos Vater, ein Stepptänzer und Trompeter, brachte seinem Sohn das Steppen bei, als er vier Jahre alt war. Im Alter von neun Jahren begann er auf der Trompete. Ab 1955 begann Hinos Karriere als professioneller Jazzmusiker. Der Trompeter wurde vom Miles Davis (der 1960er), Lee Morgan und Freddie Hubbard beeinflusst. Er schloss sich der Band von Hideo Shiraki an, mit der er zusammen mit Yuzuru Sera 1965 auch auf den Berliner Jazztagen auftrat. Den ersten Erfolg hatte er mit seinem Album Hi-nology 1969, das vergoldet wurde. Mit eigener Band wurde er 1971 auf die Berliner Jazztage und andere Festivals eingeladen und nahm 1973 live im Münchener Jazzclub domicile auf. Das dort entstandene Taro's Mood ist ein Beispiel für seine eigene freie Auffassung des Hardbop mit lyrischen Elementen. Er spielt kraftvoll und hat einen "großen glänzenden" Ton.
In Amerika wurde er erst aufgrund dieser europäischen Aufnahmen bei dem Label Enja bekannt, obwohl dort seine Musik schon auf den Labels Catalyst, Inner City, und Blue Note erhältlich war. 1975 zog er nach New York City. Dort arbeitete er mit Gil Evans, Jackie McLean, Dave Liebman und Elvin Jones. Ab den frühen 1980ern verbrachte Hino wieder mehr Zeit in Japan und spielte Platten in vielen verschiedenen Stilen ein, z. B. geradlinig avantgardistisch drauflos oder im Fusion-Stil. Er nahm so verschiedene Kompositionen wie von Harold Arlen, Horace Silver, Thelonious Monk und Masahiko Togashi auf. Zwei seiner Bands sind das Terumasa Hino Quintett und das Terumasa Hino und Masabumi Kikuchi Quintett. Er arbeitete auch mit seinem Bruder, dem Schlagzeuger Motohiko Hino.